# Blazerhäst
Blazerhästen är en ganska nyutvecklad hästras som avlades fram i nordvästra USA under 1950-talet, med sitt ursprung ur en enda hingst, Little Blaze. Rasens hästar är ganska små och de blir ibland under 148 cm, vilket i vanliga fall räknas som ponny, men Blazerhästen räknas ändå som en stor häst. Blazerhästen är speciellt framavlad för rancharbete och utmärker sig inom westernridning och boskapsskötsel. För att kunna registreras måste hästens stamtavla kunna spåras i rakt nedstigande led till Little Blaze. 

## Historia
Blazerhästen avlades fram av Neil Hinck. Neil Hinck kom från en lång rad av ranchägare och hade en egen ranch med boskap. Neil ville avla fram en hästras som passade utmärkt för alla arbeten som fanns på gården, samtidigt som hästen skulle vara tillräckligt lugn för att vem som helst i familjen skulle kunna ha hand om hästen. 
Han påbörjade ett avelsprogram där han korsade ett flertal olika raser, där han själv valde ut hästarna efter deras temperament, uppbyggnad, tålighet och säkerhet på foten. De största influenserna kom dock från typiska amerikanska bruksraser som Quarterhäst och Morganhäst. 
1959 föddes Little Blaze som skulle bli rasens stamfader. Neil menade själv att av alla de avkommor han avlat fram var den smartast, starkast och den vänligaste och skulle därför bli den utmärkande modellen för Blazerhästen. Little Blaze användes som avelshingst fram till 1995, då hingsten hunnit fylla 36 år. Little Blaze dog 1999 strax innan han skulle fylla 40 och hade då hunnit bli far och farfar till flera utmärkande Blazerhästar. 
År 2006 startades rasens förening, "American Blazer Horse Association" för att uppmuntra och hjälpa till med aveln av Blazerhästar, samt även hålla kontroll över aveln och registrering. 

## Egenskaper
Blazerhästen är en typisk brukshäst som utmärker sig främst inom rancharbete, westernridning och boskapsskötsel, men den används även till nöjesridning, körning och ridsport. För att få registreras som en Blazerhäst krävs det en stamtavla med minst en förälder som kan spåras tillbaka till Little Blaze. Blazerhästen har även flera kriterier som måste uppfyllas, bland annat får de inte ha oklara ögon eller glosöga. 
Blazerhästen utmärks av sitt lätthanterliga temperament och den ska kunna hanteras av vem som helst, utan att för den skull förlora energi vid arbete. Hästen har en kort och mycket stark rygg för att underlätta att bära tungt. Bogen stupar vilket ger lättare rörelser och huvudet är renskuret och vackert. Ögonen är stora och sitter perfekt för att maximera hästens syn. Ögonen utstrålar intelligens och lugn. Hästen är väl musklad och proportionerlig. Benmassan är kraftig och stark och rörelserna är långa, vilket ger hästen vägvinnande rörelser. Den klarar sig även på lite mat och är mycket sund och därför billig i drift. Den är en arbetsvillig och flexibel häst. 
Mankhöjden kan variera mycket hos hästen då den fortfarande är en ganska ny ras. Hästen får dock inte vara lägre än 135 cm eller högre än 160 vid mognaden. Det ultimata är dock mellan 140 och 150 cm. Trots att rasen då borde räknas som ponny räknar man den som stor häst. 
Alla hela färger är tillåtna hos Blazerhästen. Däremot är fläckiga och brokiga färger som skäck och tigrerad inte tillåtet. Inte heller får hästen ha någon albinogen och får därför inte heller vara cremello, cream eller isabell. Skimmel är inte heller tillåtet. Mörka färger som brun, svart eller fux är vanligast, men även olika nyanser av bork. Huden måste vara mörk och får inte vara marmorerad. Vita tecken är tillåtna hos rasen, så länge de inte är för stora. På ansiktet får bläsen inte vara för stor och bentecken får inte gå över knät. 